# Harry Potter a vězeň z Azkabanu
Harry Potter a vězeň z Azkabanu (anglicky Harry Potter and the Prisoner of Azkaban) je třetí díl Harryho Pottera z roku 1999 od spisovatelky J. K. Rowlingové.
Filmová verze, natočená v roce 2004 režisérem Alfonsem Cuarónem, byla nominována na Oscary za hudbu a vizuální efekty a vyhrála cenu publika BAFTA.

## Děj
Harry ve zlém opouští Dursleyovy poté, co na návštěvu přijde neoblíbená teta Marge. Nemaje kam jít a vystrašen velkým černým psem, je Harry vyzvednut Záchranným autobusem, který jej odveze do Děravého kotle. Tam se dozví, že po něm jde vrah Sirius Black, uprchlý z Azkabanského vězení. Ve vlaku do Bradavic se poprvé setkají s mozkomory – strážci Azkabanu, chránícími školu před Siriusem Blackem. Při setkání s mozkomorem Harry ztratí vědomí, mozkomory zažene nový učitel obrany proti černé magii Remus Lupin.
Ve škole Hagrid začíná nově učit péči o kouzelné tvory; na jeho první hodině Draco Malfoy neposlouchá Hagrida a je kvůli tomu napaden hipogryfem (napůl koněm, napůl orlem) Klofanem. Draco si stěžuje svému vlivnému otci. Hermionin nový domácí mazlíček – kočka Křivonožka – rozdmýchá spor mezi Hermionou a Ronem, když se Ronovi za podezřelých okolností ztratí jeho krysa Prašivka.
Před Vánoci dají Weasleyovic dvojčata Harrymu „Pobertův plánek“ – úplnou mapu Bradavic, na níž je vidět poloha každého člověka v hradu. S pomocí mapy projde do Prasinek, kde v hovoru zaslechne, že Sirius Black byl jeho kmotrem, ale zradil jeho rodiče a zabil jejich kamaráda Petera Pettigrewa.
Trojice nerozlučných kamarádů se od Hagrida dozvídá, že Klofan musí být kvůli intrikám Malfoyova otce popraven. Snaží se Hagrida utěšit, a přitom v jeho chatě najdou živého Prašivku. Křivonožka ale Prašivku zažene pod Vrbu mlátičku. Poté se objeví velký černý pes, kterého Harry viděl už dříve, a odvleče pod vrbu Rona. Harry a Herminona je pronásledují ukrytým tunelem, na jehož konci zjišťují, že pes byl ve skutečnosti přeměněný Sirius Black. K němu se připojuje Lupin, který je, jak Hermiona odhalí, vlkodlak. Lupin a Black vysvětlují, že Ronova krysa je přeměněný Peter Pettigrew, který pro Voldemorta zradil Harryho rodiče, fingoval svoji smrt a vinu svedl na Blacka.
Harry Siriusovi nedovolí Pettigrewa zabít, a místo toho jej eskortují zpátky do hradu. Na cestě ale vysvitne úplněk a Lupin se promění ve vlkodlaka. V následném zmatku Pettigrew uteče. Na Blacka, Harryho a Hermionu začínají útočit mozkomorové, které ale zažene tajemná figura pomocí kouzla Patron. Harry věří, že byl zachráněn duchem svého otce. Black, jehož nevině nikdo nevěří, je lapen a zavřen do věže, kde čeká na popravu.
Brumbál hrdinům poněkud tajemně řekne, že mají možnost zachránit více než jeden život. Hermiona prozradí Harrymu, že vlastní Obraceč času – nástroj, kterým se lze vracet v čase a s jehož pomocí zvládala svůj přeplněný rozvrh. Harry a Hermiona se vracejí o tři hodiny zpět, osvobodí Klofana těsně před popravou, a pak čekají u východu z tunelu na Blacka. Když jsou „druzí“ Harry, Hermiona a Black napadáni mozkomory, Harry pochopí, že to byl on sám, kdo vyčaroval Patrona, a zachrání situaci. S pomocí Klofana pak Harry a Hermiona osvobodí Blacka, a zatímco ten odlétá, oni se vrací na místo, kde začali cestu časem.